# Stalachtis crocota
Stalachtis crocota är en fjärilsart som beskrevs av Hans Ferdinand Emil Julius Stichel 1911. Stalachtis crocota ingår i släktet Stalachtis och familjen juvelvingar. Inga underarter finns listade i Catalogue of Life.